# ワルキ人
ワルキ人はンガリンジェリ族を構成するラカリンイェリ(lakalinyeri)(部族の意味)の一つである。

## 言語
ワルキ人は、ンガリンジェリ語の方言の一つであるワルキ語を話す。

## 居住地
ワルキ人は伝統的にグロートヒルからカレンシークレーク迄のアレクサンドリーナ湖北西部辺りに居住していた。
ノーマン・ティンデールはワルキ人の領土は300平方マイル(780 km2)であると推定した。ワルキ人はハインドマーシュ島の東端と西端にも居住していた。

## 部族
ワルキ人は最低8つの部族によって構成されていた。 
- コロワレ(Korowalle)[1]

## ワルキ人の他の名前
- ウォーケンドゥ(Warkend)
- ウェイケンドゥ(Wakend)
- コラウルン(Koraulun)[3] (ジャリルデカールド語表記（英語版）だと、コロワレ部族(Korowalle clan))
- ミラング(Milang dialect)[1]

## ノート

## 典拠
- Brown, A. R. (July–December 1918). “Notes on the Social Organization of Australian Tribes”. The Journal of the Royal Anthropological Institute of Great Britain and Ireland 48:  222–253. JSTOR 2843422.
- Taplin, George (1879) (PDF). The Folklore, Manners, Customs, and Languages of the South Australaian Aborigines. Adelaide: Government Printer
- Tindale, Norman Barnett (1974). “Warki (SA)”. Aboriginal Tribes of Australia: Their Terrain, Environmental Controls, Distribution, Limits, and Proper Names. Australian National University Press. ISBN 978-0-708-10741-6